# Miss Italia 1967
Miss Italia 1967 si svolse a Salsomaggiore Terme, il 2 e il 3 settembre 1967. Vinse la diciassettenne Cristina Businari di Roma. L'organizzazione fu diretta da Enzo Mirigliani.

## Risultati
| Risultato finale | Concorrente           |
| ---------------- | --------------------- |
| Miss Italia 1967 | - – Cristina Businari |
| Miss Cinema      | - – Lorenza Guerrieri |
| Miss Eleganza    | - – Tamara Baroni     |

## Concorrenti
01) Wilma Patti (Miss Cinema Sicilia)

02) Cristina Businari (Miss Roma)

03) Eliana Raparano (Miss Eleganza Lombardia)

04) Carla Conti (Selezione Fotografica)

05) Elena Mastromauro (Miss Puglia)

06) Sandra Barbani (Miss Toscana)

07) Lorenza Guerrieri (Miss Cinema Roma)

08) Carla Marini (Miss Marche)

09) Rosanna Ostuni (Miss Eleganza Puglia)

10) Ketty Minunno (Miss Cinema Puglia)

11) Paola Buzzegoli (Miss Eleganza Sardegna)

12) Mimma Rizzardi (Miss Cinema Lombardia)

13) Giovanna Lazzarini (Selezione Fotografica)

14) Laura Carpani (Selezione Fotografica)

15) Fabrizia Vannucci (Miss Cinema Toscana)

16) Maria Teresa Fedeli (Selezione Fotografica)

17) Elena Savorito (Miss Eleganza Sicilia)

18) Laura Dalla Mora (Miss Cinema Romagna)

19) Breda Pinterich (Miss Eleganza Friuli Venezia Giulia)

20) Fiorenza Fossi (Miss Eleganza Roma)

21) Jole Coccia (Miss Lombardia)

22) Lella Soster (Miss Cinema Liguria)

23) Elisabetta Vassallo (Miss Liguria)

24) Liana Sagrillo (Miss Cinema Friuli Venezia Giulia)

25) Bianca Daila Lana (Miss Friuli Venezia Giulia)

26) Patrizia Rocchi (Miss Abruzzo)

27) Wilma Roveri (Miss Romagna)

28) Heinfirede Waid (Selezione Fotografica)

29) Ivana Rizzi (Miss Lazio)

30) Giuliana Gian Greco (Miss Cinema Calabria)

31) Patrizia Bottaro (Miss Campania)

32) Elisa Rolando (Miss Veneto)

33) Paola Mioni (Selezione Fotografica)

34) Geri Frank (Miss Cinema Sardegna)

35) Rita Zanetti (La Bella dell'Adriatico)

36) Bachern Ute (Miss Eleganza Emilia)

37) Mercedes Bellesso (Selezione Fotografica)

38) Carla Mori (Miss Emilia)

39) Claudia Ferri (Selezione Fotografica)

40) Dodi Ascari (Miss Stampa)

41) Rinuccia Carenzo (Miss Piemonte)

42) Tamara Baroni (Miss Cinema Emilia)

43) Marisa Ferrari (Selezione Fotografica Emilia)

44) Silvana Gulizia (Miss Sicilia)

45) Giuliana Bossi (Miss Trentino-Alto Adige)

46) Carla Cassola (Miss Cinema Marche)

47) Eugenia Tamburrino (Selezione Fotografica)

48) Gabriella Mangoni (Miss Cinema Lazio)

49) Sofia Polizzi (Selezione Fotografica)

50) Antonella Rabizzoni (Miss Piacenza)